# Valerie Lee
Valerie Lee (...) è un'ex nuotatrice statunitense.

## Carriera
Vinse la medaglia d'argento nei 200m farfalla ai mondiali di Cali 1975.

## Palmarès
- Mondiali

Cali 1975: argento nei 200m farfalla.